# FON
FON eller Lafonera eller Fonera er grundlagt af Martin Varsavsky Arkiveret 23. januar 2008 hos  Wayback Machine. Investorerne tæller bl.a. Google og Skype og senest TW og BT.

FON er et af mange initiativer til at dele hjemme- og firmainternetforbindelser trådløst. For en bruger, der har gjort sin egen internetforbindelse delbar via en FON hotspot, giver det gratis adgang til alle andre brugeres FON-delte trådløse datanet rundt om i verden.
Februar 2007 var FON blevet Danmark største hotspot-udbyder.

Link til den engelske beskrivelse – som bl.a. indeholder en liste over Internetudbydere, der tillader hhv. forbyder deres kunder at opstille en FON enhed. Tele2 forbyder ikke deling af forbindelse via FON.

Firmaet bag systemet har en dansk weblog.